# 미우라 요시즈미

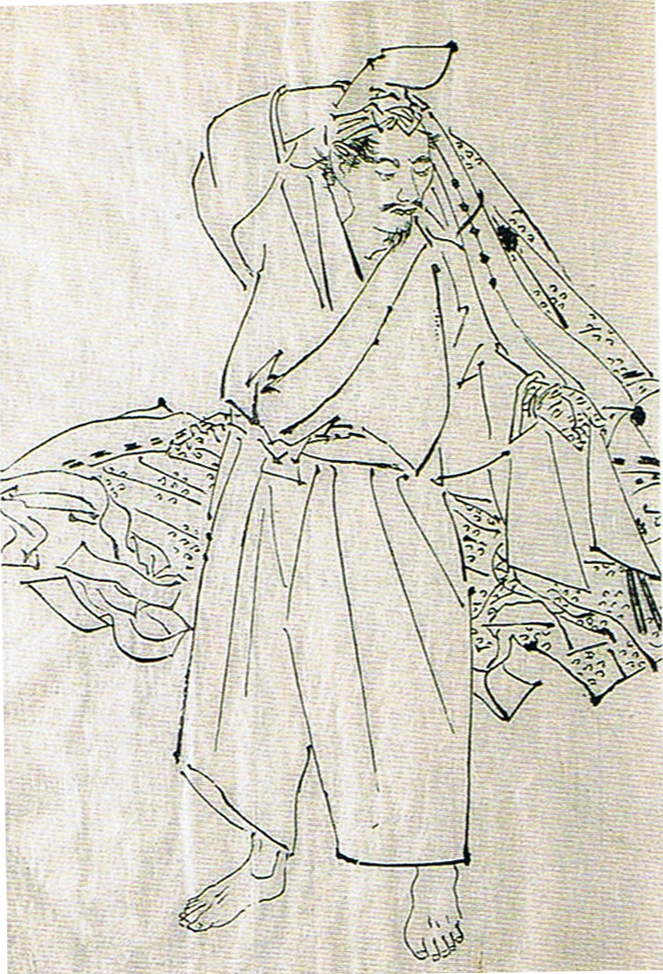
미우라 요시즈미

미우라 요시즈미(三浦義澄)는 헤이안 시대 말기부터 가마쿠라 시대 초기의 무장이다. 사가미국 출신의 가마쿠라 막부 고케닌. 미우라노스케 요시아키의 차남. 십삼인의 합의제 중 한명.